# Александр Цанков
Александр Цолов Цанков (болг. Александър Цолов Цанков; 29 червня 1879 — 27 липня 1959) — болгарський політичний діяч правого спрямування, прем'єр-міністр (1923—1926), економіст. Академік Болгарської академії наук (1935). Один з визнаних лідерів у боротьбі з комуністичною загрозою у міжвоєнній Європі. Організатор білого терору після атентату у Софійському храмі Воскресіння Господнього (1925).
Цанков також був головою XXI (1926-1927) та XXII (1927-1930) Звичайних народних зборів.

## Біографія
Народився в Оряхово, гімназію закінчив у місті Русе. Вивчав право у Софійському університеті Святого Климента Охридського (1901-1904), економіку в Мюнхені, Вроцлаві, Берліні (1904-1907). У цей час був членом Болгарської робітничої соціал-демократичної партії, але 1907 року назавжди облишив зв'язки із лівими політичними рухами.
Працював у Болгарському національному банку та Міністерстві торгівлі й землеробства. 1911-1923 — викладач економіки у Софійському університеті.

## Політик

### Народна платформа
1921 року Цанков став одним із засновників партії Народния сговор (Народна змова), яка повела боротьбу з популярними лівими партіями та урядовою диктатурою Болгарського землеробського народного союзу (БЗНС) та особисто прем'єром Александром Стамболійським. Брав активну участь у підготовці перевороту 9 вересня 1923 року, а після його успіху Цанков очолив коаліційний уряд та партію Демократическия сговор.

### Боротьба з повстаннями
За його правління спалахнули Червневе та Вересневе повстання 1923 — їх інспірував Комуністичний інтернаціонал за прямої підтримки спецслужб СРСР. Учасників заколоту було жорстоко покарано, але в масові розправи були втягнуті не лише військові та поліцейські частини, але й парамілітарні громадські організації, що поставило країну на межу громадянської війни. Також у придушенні повстання брали участь бойовики Внутрішньої македонської революційної організації (ВМРО), які контролювали  так звану Пірінську Македонію.

### Цанков таУСРР
Хоча Вересневе повстання мало виразно лівий та промосковський характер, дипломатії СРСР вдалося роздути цілу антиболгарську істерію в міжвоєнній Європі. Низку політичних емігрантів-біженців з Болгарського царства прийняла Королівство Сербів, Хорватів і Словенців, Грецьке королівство та навіть Українська СРР. Одному з таких болгар присвячена новела відомого письменника Михайла Ялового, який згадує, між іншим, «Цанковський терор».
1924 року Цанков розвинув боротьбу з «більшовицько-комуністичною небезпекою» й домігся прийняття Закону про захист держави. Тоді ж оголошено поза законом  Болгарську комуністичну партію та її сателітів — Партію праці, Загальний робітничий синдикат, Болгарську комуністичну молодіжну спілку.

### Червоний та білий терор
Проте вже 1925 року терористи з числа БКП провели найжахливіший атентат в історії Європи — у церкві Воскресіння Господнього у Софії, під час недільної відправи, підірвано потужну бомбу. В результаті загинули близько 500 чоловік, в тому числі десятки генералів, члени уряду, жінки, діти. Цанков вдався до білого терору, аби помститися його організаторам та імовірним групам підтримки. Масові позасудові розправи призвели до смерті й відомих діячів болгарської культури: Гео Мілева, Серґея Румянцева, Христо Ясенова.
На цьому тлі сусідні країни розгорнули антиболгарську кампанію, яка того ж 1925 року поставила Болгарію на межу війни із Сербією та Грецією — через суперечливі території. Єдиним зовнішньополітичним союзником Цанкова залишалось Королівство Італія, якою керував одіозний Муссоліні.

### Відставка
1926 року Цанков був відправлений у відставку, на його місце прийшов Андрій Ляпчев. Проте сам Цанков залишився в уряді на посаді Міністра освіти, не полишаючи активної політики до початку Другої світової війни. У 1930-их очолював низку парамілітарних рухів, які симпатизували німецькій НСДАП Адольфа Гітлера.

### Уряд в екзилі
Емігрував з Болгарського царства лише 2 вересня 1944 року — з наступом сталінських військ та комуністичних партизанів. Але не полишив активної політики. У Відні створив Болгарський уряд в екзилі, який було визнано країнами-союзниками Третього Рейха. Цанков почав дієво формувати Визвольну армію Болгарії, основою якої мав стати Болгарський полк гренадерів СС. Ця бойова частина, створена у листопаді 1944, ще встигла взяти участь у боях зі сталіністами. Але невдовзі Цанков здався американським військам, які, втім, не видали його комуністичній Болгарії.
1949 року Цанков, за згодою США, залишив Європу та оселився в Аргентині. Написав цікаві мемуари.

## Родина
Дружина Марія Урумова Цанкова, дві дочки: Мілка та Славка.